# 艾西米亚
艾西米亚（阿拉伯語：السيمياء）是一个位于约旦河西岸南部希布伦省多拉市辖区内的巴勒斯坦村庄。

## 地理
该村庄位于希伯伦市以西，距离其约14公里。
海拔约为460米。

## 人口
1961年，艾西米亚的人口为196人。1997年的人口普查数据显示为1225人。

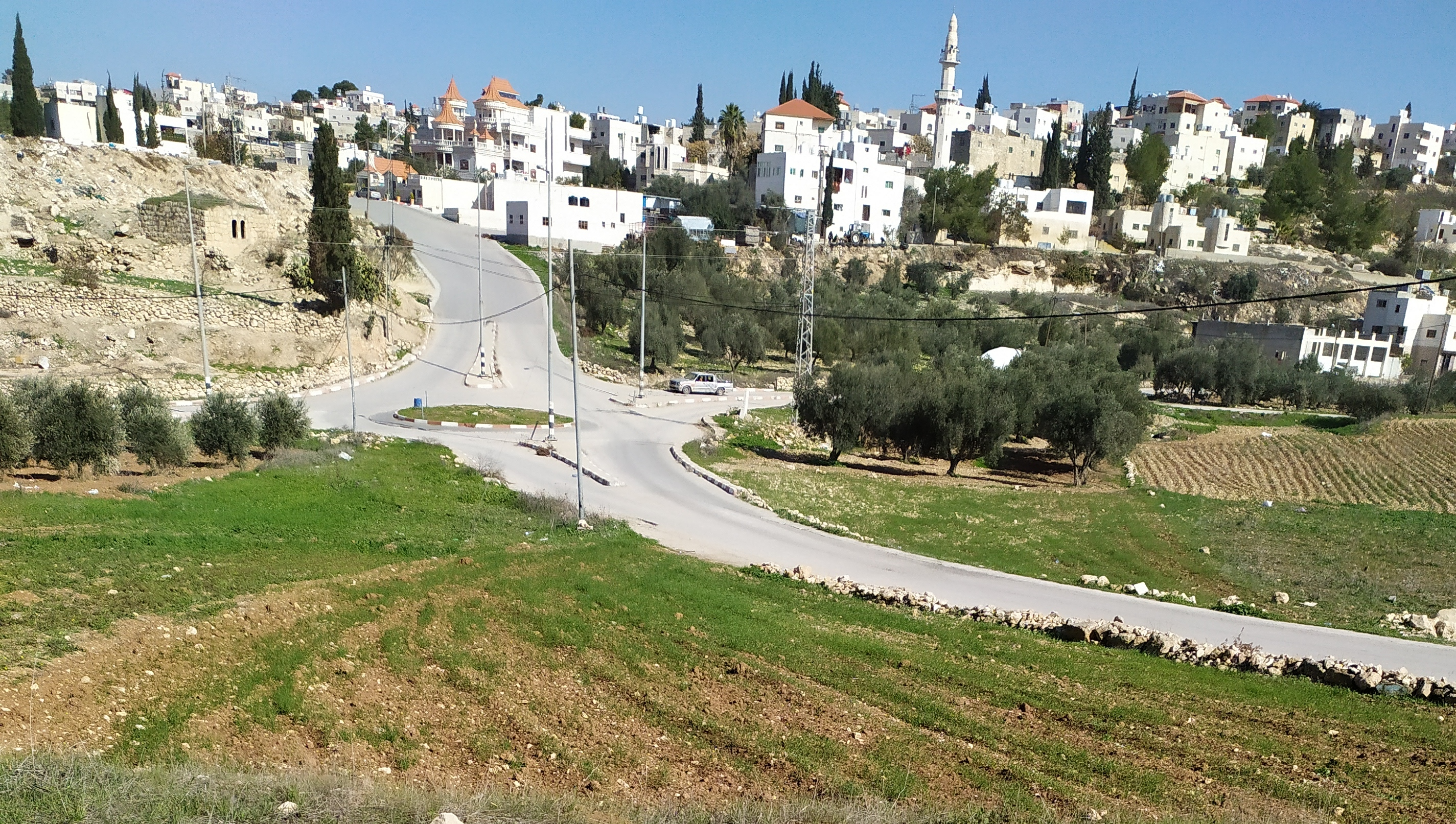
位于西岸希布伦省的艾西米亚村的照片

## 资料来源
1. ↑  Guérin, Honoré Victor. . Robarts - University of Toronto. Paris, L'Imprimerie Imp. 1868.
2. ↑  http://vprofile.arij.org/hebron/pdfs/Deir%20Samit_pr_en.pdf
3. ↑  https://www.palestineremembered.com/GeoPoints/Khirbat_al_Simya_2115/ar/index.html
4. ↑  .   [2025-08-03]. （原始内容存档于2025-07-02） （阿拉伯语）.
5. ↑  , 2006-12-27  [2025-08-03]
6. ↑  https://web.archive.org/web/20080920093135/http://www.pcbs.gov.ps/Portals/_pcbs/populati/pop11.aspx